# ТЭЦ-26
ТЭЦ-26 «Южная ТЭЦ» — предприятие энергетики московской энергосистемы, теплоэлектроцентраль, расположенная в Москве (район Бирюлёво Западное). Является филиалом публичного акционерного общества «Мосэнерго», контролируемого ООО «Газпром энергохолдинг».

## История и производство
ТЭЦ-26 расположена на территории Южного административного округа Москвы, на юге района Бирюлёво Западное, в непосредственной близости от 32-го километра МКАД. Станция обеспечивает электрической и тепловой энергией промышленные предприятия города, а также жилые и общественные здания районов Чертаново, Ясенево, Бирюлёво Западное, Бирюлёво Восточное, Марьино. Основной вид топлива — природный газ, резервное — мазут.
Решение о строительстве ТЭЦ-26 принято в 1971 году, строительство началось в 1976 году. 30 марта 1979 года пущен в эксплуатацию первый водогрейный котёл ПТВМ-180, этот день и стал днём рождения Южной ТЭЦ. Ввод в эксплуатацию первых двух энергоблоков состоялся в 1981 году.
Строительство ТЭЦ-26 осуществлялось в две очереди: I-я очередь — с 1979 по 1985 годы, II-я — с 1986 по 1998 годы.

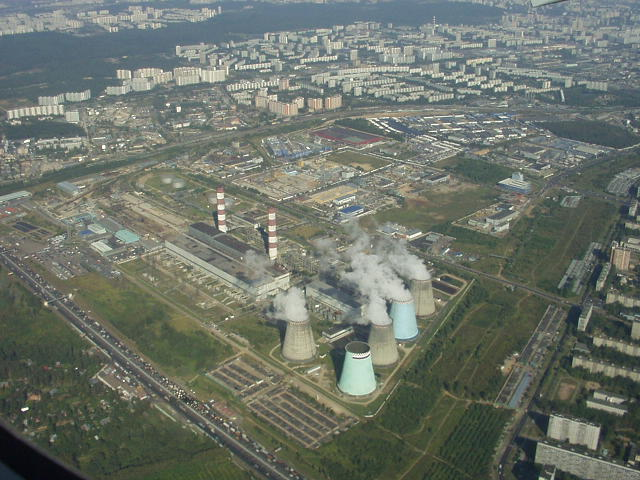
ТЭЦ-26 в 2005 году

В 2011 году введён в эксплуатацию современный парогазовый энергоблок № 8 ПГУ-420 (производства «Alstom»), тепловая мощность — 265 Гкал/час, имеющий высокий КПД работы и отвечающий самым высоким требованиям экологии, после чего ТЭЦ-26 стала самой мощной электростанцией в компании ПАО «Мосэнерго», опередив ТЭЦ-21 по электрической мощности.
В 2013 году завершено строительство закрытого распределительного устройства ЗРУ-10 кВ № 2 напряжением 10 кВ и мощностью 100 МВт.
Общая установленная электрическая мощность ТЭЦ-26 на 1 января 2014 составила 1840,9 МВт, или около 15,5 % от общей электрической мощности ПАО «Мосэнерго». Общая (максимальная) тепловая мощность составляет 4212 Гкал/ч (около 12,1 % от общей тепловой мощности ПАО «Мосэнерго»).
Электростанция выдаёт напряжение на ОРУ 220 кВ и 500 кВ.

## В культуре
- ТЭЦ-26 фигурирует в фильмах «Елена», «Кремень». Также ТЭЦ-26 фигурировала в телесериале «Бригада», вид из окон квартиры матери Саши Белого выходил на ТЭЦ-26.
- ТЭЦ-26 изображена на картине «Южное Чертаново» художника Г. В. Догузова как объект промышленного ландшафта г. Москвы.

## Перечень основного оборудования
| Агрегат                                     | Тип              | Изготовитель                                     | Количество | Ввод в эксплуатацию | Основные характеристики | Основные характеристики | Источники |
| Агрегат                                     | Тип              | Изготовитель                                     | Количество | Ввод в эксплуатацию | Параметр                | Значение                | Источники |
| ------------------------------------------- | ---------------- | ------------------------------------------------ | ---------- | ------------------- | ----------------------- | ----------------------- | --------- |
| Оборудование паротурбинных установок        |                  |                                                  |            |                     |                         |                         |           |
| Паровой котёл                               | ТГМ-96Б          | Таганрогский котельный завод «Красный котельщик» | 2          | 1981 г.             | Топливо                 | газ, мазут              | [ 1 ]     |
| Паровой котёл                               | ТГМ-96Б          | Таганрогский котельный завод «Красный котельщик» | 2          | 1981 г.             | Производительность      | 480 т/ч                 | [ 1 ]     |
| Паровой котёл                               | ТГМ-96Б          | Таганрогский котельный завод «Красный котельщик» | 2          | 1981 г.             | Параметры пара          | 140 кгс/см2, 560 °С     | [ 1 ]     |
| Паровой котёл                               | ТГМП-314П,А      | Таганрогский котельный завод «Красный котельщик» | 5          | 1983—1988 г.        | Топливо                 | газ, мазут              | [ 1 ]     |
| Паровой котёл                               | ТГМП-314П,А      | Таганрогский котельный завод «Красный котельщик» | 5          | 1983—1988 г.        | Производительность      | 1000 т/ч                | [ 1 ]     |
| Паровой котёл                               | ТГМП-314П,А      | Таганрогский котельный завод «Красный котельщик» | 5          | 1983—1988 г.        | Параметры пара          | 255 кгс/см2, 545 °С     | [ 1 ]     |
| Паровая турбина                             | ПТ-90/100-130/13 | Ленинградский металлический завод                | 1          | 1981 г.             | Установленная мощность  | 90 МВт                  | [ 1 ]     |
| Паровая турбина                             | ПТ-90/100-130/13 | Ленинградский металлический завод                | 1          | 1981 г.             | Тепловая нагрузка       | 168 Гкал/ч              | [ 1 ]     |
| Паровая турбина                             | ПТ-80-130/13     | Ленинградский металлический завод                | 1          | 1981 г.             | Установленная мощность  | 80 МВт                  | [ 1 ]     |
| Паровая турбина                             | ПТ-80-130/13     | Ленинградский металлический завод                | 1          | 1981 г.             | Тепловая нагрузка       | 188 Гкал/ч              | [ 1 ]     |
| Паровая турбина                             | Т-250/300-240-2  | Уральский турбинный завод                        | 5          | 1983—1988 г.        | Установленная мощность  | 250 МВт                 | [ 1 ]     |
| Паровая турбина                             | Т-250/300-240-2  | Уральский турбинный завод                        | 5          | 1983—1988 г.        | Тепловая нагрузка       | 330 Гкал/ч              | [ 1 ]     |
| Водогрейное оборудование                    |                  |                                                  |            |                     |                         |                         |           |
| Водогрейный котел                           | ПТВМ-180         | Барнаульский котельный завод                     | 5          | 1979—1980 г.        | Топливо                 | газ, мазут              | [ 1 ]     |
| Водогрейный котел                           | ПТВМ-180         | Барнаульский котельный завод                     | 5          | 1979—1980 г.        | Тепловая мощность       | 180 Гкал/ч              | [ 1 ]     |
| Водогрейный котел                           | КВГМ-180         | Барнаульский котельный завод                     | 6          | 1983—1998 г.        | Топливо                 | природный газ, мазут    | [ 1 ]     |
| Водогрейный котел                           | КВГМ-180         | Барнаульский котельный завод                     | 6          | 1983—1998 г.        | Тепловая мощность       | 180 Гкал/ч              | [ 1 ]     |
| Оборудование парогазовой установки ПГУ-420Т |                  |                                                  |            |                     |                         |                         |           |
| Газовая турбина                             | GT-26B           | Alstom                                           | 1          | 2011 г.             | Топливо                 | газ                     | [ 1 ]     |
| Газовая турбина                             | GT-26B           | Alstom                                           | 1          | 2011 г.             | Установленная мощность  | 280,9 МВт               | [ 1 ]     |
| Газовая турбина                             | GT-26B           | Alstom                                           | 1          | 2011 г.             | tвыхлопа                | 615 °C                  | [ 1 ]     |
| Котёл-утилизатор                            | П-133            | «ЗиО-Подольск»                                   | 1          | 2011 г.             | Производительность      | 313 т/ч                 | [ 1 ]     |
| Котёл-утилизатор                            | П-133            | «ЗиО-Подольск»                                   | 1          | 2011 г.             | Параметры пара          | 138,7 кгс/см2, 565 °С   | [ 1 ]     |
| Котёл-утилизатор                            | П-133            | «ЗиО-Подольск»                                   | 1          | 2011 г.             | Тепловая мощность       | 0 Гкал/ч                | [ 1 ]     |
| Паровая турбина                             | STF 30C          | Alstom                                           | 1          | 2011 г.             | Установленная мощность  | 140 МВт                 | [ 1 ]     |
| Паровая турбина                             | STF 30C          | Alstom                                           | 1          | 2011 г.             | Тепловая нагрузка       | 228 Гкал/ч              | [ 1 ]     |